# Nash Bridges
Nash Bridges est une série télévisée américaine en 122 épisodes de 46 minutes, créée par Carlton Cuse et diffusée entre le 29 mars 1996 et le 4 mai 2001 sur le réseau CBS.
En France, la série a été diffusée entre le 1er février 1998 et le 10 novembre 2002 sur France 2 et rediffusée sur 13e rue, et au Québec à partir du 22 mai 2000 à Séries+.
En juillet 2019, il est annoncé que la série va revenir. USA Network développe un revival sous la forme d'un téléfilm d'environ 2 heures qui pourrait déboucher sur une nouvelle série.

## Synopsis
Nash Bridges est un inspecteur du San Francisco Police Department. Divorcé deux fois, il vit à San Francisco avec sa fille Cassidy et son père Nick, atteint de la maladie d'Alzheimer. Nash a pour partenaire son meilleur ami, Joe Dominguez. Son équipe est initialement composée d'Evan Cortez et de Harvey Leek, ancien hippie devenu un as de l'informatique.
Au départ simple inspecteur, Nash Bridges prend le commandement de l'Unité Spéciale d’Intervention après le départ du lieutenant A. J. Shimamura ; ce dernier retourne ensuite chez lui à Hawaï. Nash Bridges est alors promu au grade de capitaine.

## Fiche technique
- Titre original : Nash Bridges
- Création : Carlton Cuse
- Scénario : Carlton Cuse (122 épisodes, 1996-2001), Reed Steiner (36 épisodes, 1996-2001), John Wirth (33 épisodes, 1996-2001), Jed Seidel (28 épisodes, 1996-2000), Shawn Ryan (11 épisodes, 1997-2000), Michael Norell (6 épisodes, 1996-2001), Glen Mazzara (6 épisodes, 1998-2000), Andrew Dettmann (5 épisodes, 1997-1998),
- Décors : Dean Backer (109 épisodes, 1996-2001), Mary E. Gullickson (8 épisodes, 1996-1997), Wanda 'Beau' Peterson	(5 épisodes, 1996)
- Costumes : Richard von Ernst (118 épisodes, 1996-2001)
- Photographie : Victor Goss (44 épisodes, 1997-1999), Robert Dalva (24 épisodes, 1999-2000), Stephen Lighthill (18 épisodes, 1996-1997), Kevin Thompson (16 épisodes, 2000-2001), Rodney Charters (14 épisodes, 1996), Rick Fichter	 (6 épisodes, 2000)
- Montage : Victor Goss (44 épisodes, 1997-1999), Robert Dalva (24 épisodes, 1999-2000), stephen Lighthill (18 épisodes, 1996-1997), Kevin Thompson (16 épisodes, 2000-2001), Rodney Charters (14 épisodes, 1996), Rick Fichter (6 épisodes, 2000)
- Musique : Eddie Jobson (92 épisodes, 1996-2000), Velton Ray Bunch (22 épisodes, 2000-2001), Elia Cmiral (8 épisodes, 1996)
- Production : Carlton Cuse, Don Johnson, Reed Steiner
- Sociétés de production : The Don Johnson Company, Carlton Cuse Productions, Rysher Entertainment (1996-1999), Paramount Network Television (1999-2001)
- Sociétés de distribution : Paramount International Television
- Pays d'origine :  États-Unis
- Langue d'origine : anglais
- Format : Couleurs - 35 mm - 1,78:1 - Son stéréo
- Genre : Policier
- Durée : 45 minutes
- Dates de première diffusion :
  -  États-Unis : 29 mars 1996 (CBS)
  -  France : 1er février 1998 (France 2 )
- Restriction du public : seulement quelques épisodes sont déconseillés aux moins de 10 ans

## Distribution

### Personnages principaux
Classement des acteurs en fonction de leur ordre d’apparitions sur le générique
| Acteur               | Acteur VF           | Personnage      | Saisons                                         | Nombres d'épisodes |
| Don Johnson          | Patrick Poivey      | Nash Bridges    | saisons 1 à 6                                   | 122 épisodes       |
| Cheech Marin         | Patrick Messe       | Joe Dominguez   | saisons 1 à 6                                   | 120 épisodes       |
| Jaime Gomez          | Damien Boisseau     | Evan Cortez     | saisons 1 à 5                                   | 100 épisodes       |
| Jodi Lyn O'Keefe     | Barbara Delsol      | Cassidy Bridges | saisons 1 à 6                                   | 122 épisodes       |
| Jeff Perry           | Thierry Wermuth     | Harvey Leek     | saisons 1 à 6                                   | 122 épisodes       |
| Cary-Hiroyuki Tagawa | Jean-Louis Rugarli  | A.J. Shimamura  | saisons 1                                       | 15 épisodes        |
| Serena Scott Thomas  | Isabelle Ganz       | Kelly Weld      | saisons 1 - invitée saison 3                    | 15 épisodes        |
| Annette O'Toole      | Martine Meirhaeghe  | Lisa Bridges    | saisons 1 à 2 - invitée saison 3                | 33 épisodes        |
| James Gammon         | Michel Barbey       | Nick Bridges    | saison 2 ; saisons 4 à 6 ; invité saisons 1 & 3 | 96 épisodes        |
| Mary Mara            | Françoise Gralewski | Bryn Carson     | saisons 2 - invitée saison 1, 3                 | 23 épisodes        |
| Kelly Hu             | Juliette Degenne    | Michelle Chan   | saisons 3; invitée saison 4                     | 23 épisodes        |
| Yasmine Bleeth       | Anne Rondeleux      | Caitlin Cross   | saisons 4 à 5                                   | 41 épisodes        |
| Wendy Moniz-Grillo   | Françoise Pavy      | Rachel McCabe   | saisons 6                                       | 22 épisodes        |
| Cress Williams       | Jean-Louis Faure    | Antwon Babcock  | saisons 6                                       | 22 épisodes        |

### Invités et apparitions
- Lucy Liu : Joy Powell (saison 1, épisode 1)
- Xander Berkeley (VF : Philippe Peythieu) : Neil Wojak (saison 1, épisode 1)
- Hunter S. Thompson : le pianiste du restaurant (saison 1, épisodes 1 et 2 - caméo non crédité au générique)
- Barry Watson : Trent (saison 1, épisode 2)
- Martin Ferrero : Vincenzo « Vince » Diamond (saison 1, épisode 5)
- Clarence Clemons (VF : Mario Santini) : Big Barry (3 épisodes)
- RuPaul : Simon Dubois / Simone Dubois (saison 1, épisode 5 / saison 3, épisode 18)
- Udo Kier : Wolfgang Herzog (saison 1, épisode 7)
- Giancarlo Esposito : Whip Tyrell ; Arnold / Gordon Keller (saison 1, épisode 7 / saison 5, épisode 6)
- William Atherton : Dr. Linus Mills (saison 1, épisode 8)
- Danny Trejo : Sid Benedict (saison 2, épisode 1)
- Brittany Murphy : Carrie (saison 2, épisode 7)
- Donna Pescow : elle-même (saison 2, épisode 10)
- John Diehl : Albert Foss (saison 2, épisode 15)
- Traci Lords : Sean Collins (saison 2, épisode 15)
- Robert Carradine : Dr. Hartman (saison 2, épisode 15 / saison 5, épisode 12)
- Glenn Frey : l'inspecteur Phil Robbins (saison 2, épisode 19)
- Tommy Chong : Barry Chen (saison 2, épisode 22)
- Meat Loaf : Charlie Pep (saison 2, épisode 22)
- Philip Michael Thomas : Cedrick Hawks (saison 2, épisode 22 / saison 6, épisode 14)
- John Hawkes : Vaughn (saison 3, épisode 1)
- Willie Nelson : Earl Dobbs (saison 3, épisode 2)
- Jan-Michael Vincent : Bobby Chase (saison 3, épisode 8)
- Robert Rodriguez : Marlo Vera (saison 3, épisode 10)
- Penny Marshall : Iris Heller (saison 3, épisode 16)
- Karl Malone : Cobb (saison 4, épisode 10)
- Eric Balfour (VF : Thierry Ragueneau) : Cliff Morehouse (saison 4, épisode 12)
- Billy Drago : Lou Grissom (saison 4, épisode 25)
- Jon Polito : Roland Margolis (saison 5, épisode 1)
- Dan Castellaneta : Eddie Day (saison 5, épisode 9)
- Ron Jeremy : Kevin Cutler (saison 5, épisode 9)
- Robert Conrad : Caltrans Guy (saison 5, épisode 9)
- Trevor St. John : Jason (saison 5, épisodes 10 et 12)
- Thomas F. Wilson : Jack Noon (saison 6, épisode 22)
- James Remar : Mark Lee Page (saison 6, épisode 22)

### Personnages récurrents
- Peggy Sandow: Peggy (saisons 1 à 6; 121 épisodes)
- Ronald Russell : l'officier puis Sergent Ronnie (saisons 2 à 6, 65 épisodes)
- Caroline Lagerfelt (VF : Céline Monsarrat) : Inger Dominguez (saisons 2 à 6, 29 épisodes)
- Daniel Roebuck : Richard « Rick » Bettina (14 épisodes)
- Tracey Walter : Ange (Angel en VO) (8 épisodes)
- Christian Meoli (en) (en) (VF : Vincent Ropion 1re voix : Saisons 3 à 4, Gérard Surugue 2e voix: Saisons 5 à 6) : Boz Bishop (saisons 3 à 6, 9 épisodes)
- Angela Dohrmann : Stacy Bridges (11 épisodes)
- Stephen Lee (VF : Marc François) : Tony B. (7 épisodes)
- Patrick Fischler (VF : Vincent Violette) : Pepe (11 épisodes)
- Donna W. Scott : Tamara Van Zant (saisons 3, 4 et 6, 5 épisodes)
- Stone Cold Steve Austin : l'inspecteur Jake Cage (saisons 4 et 5, 6 épisodes)
- Alie Ward (en) : Miranda (saisons 4 à 6, 9 épisodes)

## Univers de la série

### Personnages

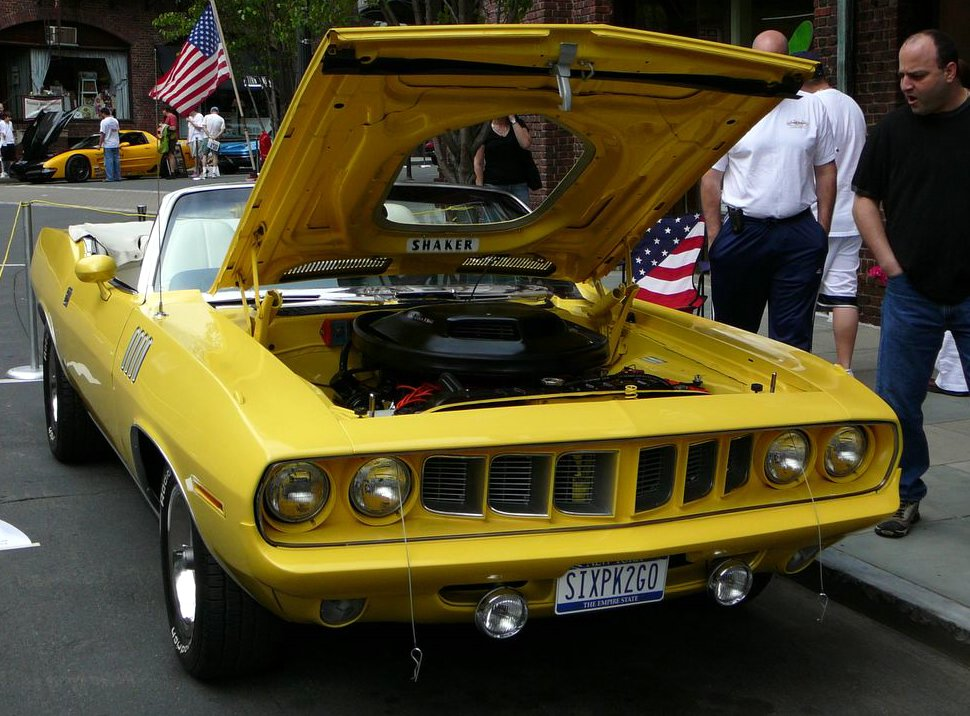
Une Plymouth Barracuda cabriolet jaune de 1971 semblable à celle conduite par le personnage principal

#### Nash Bridges (Don Johnson)
Né le 7 décembre 1955, Nash a une vie sentimentale très compliquée. Il a d'abord été marié à Lisa, avec laquelle il a eu une fille, Cassidy. Il se marie ensuite avec Kelly Weld, avec laquelle il divorce également. Nash habite avec son père dans un immeuble qui est sous la menace d'être détruit au prochain tremblement de terre. Nash a une mémoire eidétique et aime appeler tout le monde « ma poule » (« Bubba » en VO). Nash a une sœur, Stacy, qui est assistante du procureur de district. Il a également un frère aîné, Bobby, qui lui a donné sa Plymouth Barracuda avant de partir pour la guerre du Viêt Nam, d'où il ne reviendra pas.

#### Evan Cortez (Jaime P. Gomez)
L'inspecteur Cortez est le plus jeune membre de l'équipe de Nash. Il entretient une relation avec Cassidy Bridges. Il est originaire de Chicago.

#### Cassidy Bridges (Jodi Lyn O'Keefe)
Elle est la fille de Nash, issue de son premier mariage avec Lisa. Cassidy a des difficultés à savoir ce qu'elle peut faire de sa vie. Elle a une longue histoire d'amour avec l'inspecteur Cortez.

#### Harvey Leek (Jeff Perry)
ancien étudiant de Berkeley, Harvey est un policier. C'est également un « Deadhead », un fan absolu de Grateful Dead. Il porte souvent un béret militaire. Il est l'expert en technologie de l'équipe. Il est marié à Bonnie.

#### A. J. Shimamura (Cary-Hiroyuki Tagawa)
Ce lieutenant est le supérieur de Nash. Il retourne ensuite vivre à Hawaï et Nash lui succède à la tête de l'Unité Spéciale d’Intervention.

#### Kelly Bridges (Serena Scott Thomas)
Elle est la seconde épouse de Nash Bridges et est issue d'une riche famille.

#### Lisa Bridges (Annette O'Toole)
Lisa est la première femme de Nash Bridges et la mère de Cassidy. Après le divorce, elle entretient une relation tendue avec Nash, même s'ils continuent à se voir régulièrement. Elle part ensuite vivre à Paris.

#### Joe Dominguez (Cheech Marin)
C'est un policier à la retraite devenu détective privé. Il est le meilleur ami de Nash. Joe doit reprendre du service car il n'a pas assez de jours travaillés pour prendre sa retraite. Joe a toujours des plans pour gagner plus d'argent mais cela ne fonctionne jamais. Il est marié à une Suédoise, Inger, avec laquelle il a une fille (Lucia) et un fils (J. J.).

#### Nick Bridges (James Gammon)
Il est le père de Nash, Stacey et Bobby. Sa femme est morte quand il avait 28 ans. Ancien docker, il est atteint de la maladie d'Alzheimer. Renvoyé de plusieurs maisons de repos, il finit par habiter chez son fils.

#### Bryn Carson (Mary Mara)
La seule femme membre de l'UES au début de la série, elle fera ainsi toutes les infiltrations nécessitant une femme. On ne lui connaît pas de vie amoureuse elle quitte la série au début de la saison 3.

#### Michelle Chan (Kelly Hu)
Inspecteur au caractère trempé voire agressive que Nash a pris sous son aile et qui deviendra sa petite protégée. Elle se fera tuer par le Prowler, en début de saison 4 un tueur en quête de Gloire médiatique.

#### Caitlin Cross (Yasmine Bleeth)
Caitlin est d'abord arrivée à l'UES en tant qu'inspecteur du MCD enquêtant sur eux, mais elle finira par les rejoindre. Elle entretiendra une relation tendue avec Nash qui va rapidement déboucher sur une histoire d'amour. Son histoire d'amour avec Nash, se termine lorsqu'elle partira à la fin de la cinquième saison pour aider sa sœur à Washington, DC.

### Véhicules

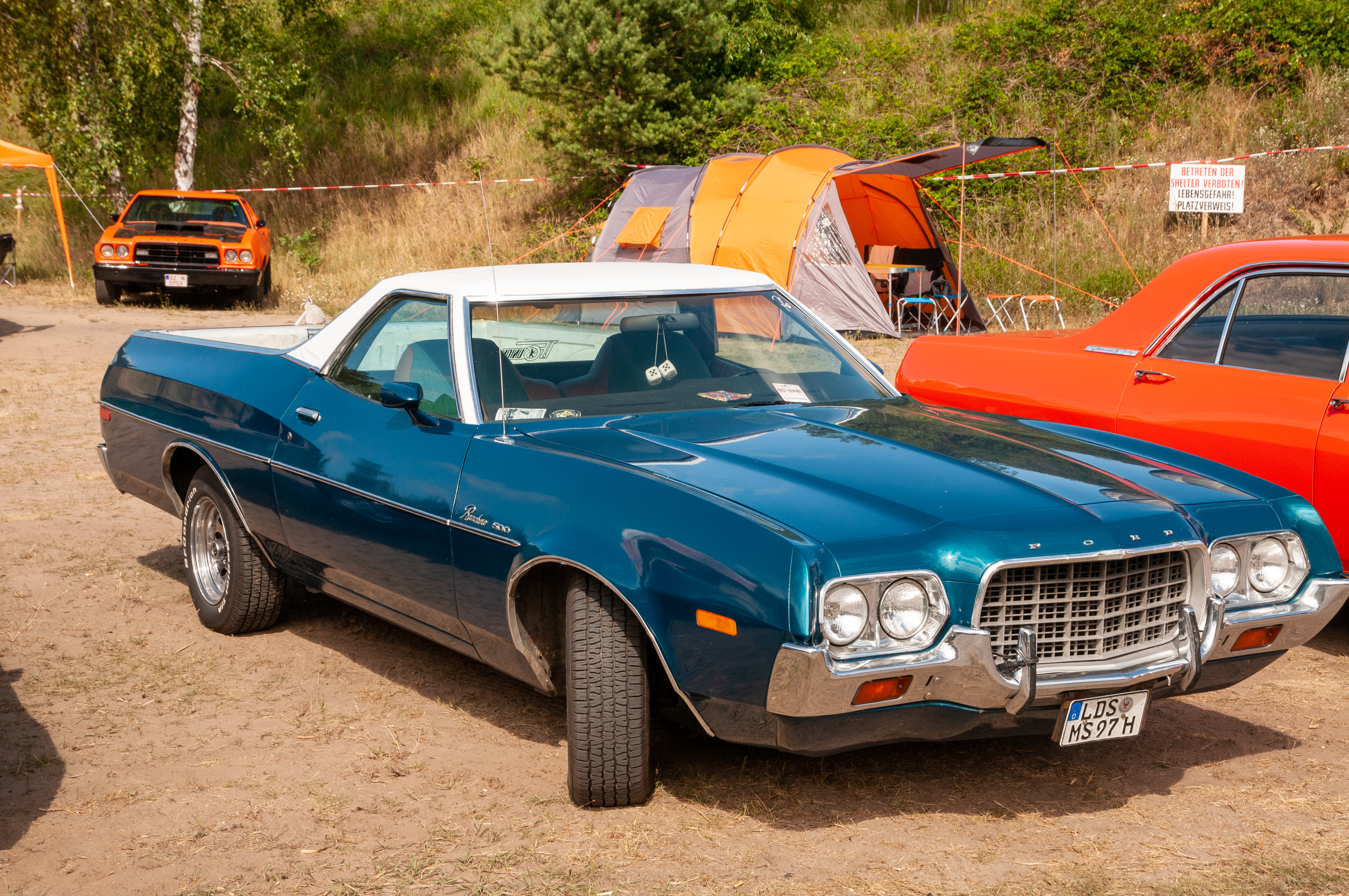
Une Ford Ranchero bleue de 1972

Nash Bridges conduit une Plymouth Barracuda décapotable de couleur jaune modèle 1971. Elle lui a été offerte par son frère ainé, Bobby, avant le départ de ce dernier pour le Vietnam d'où il ne reviendra pas.
L'inspecteur Harvey Leek conduit quant à lui une Ford Ranchero bleue de 1972.

### Commissariats
- Le premier commissariat est une ancienne banque désaffectée qui menace de s'effondrer.
- Le second commissariat est un ferryboat Eureka.
- Le troisième commissariat est une barge flottante qui est en réalité une ancienne boîte de nuit confisqué par la police de San Francisco. Un gag récurrent est l'activation totale aléatoire de l'ancienne sonorisation de la boîte de nuit, au grand désarrois des personnages et de l'électricien chargé de trouver l'origine de ce phénomène afin de faire taire une bonne fois pour toutes le "fantôme disco".

## Réception

### Audience
| Réseau | Saisons    | Rang | Taux 18-49 ans | Audience moyenne |
| ------ | ---------- | ---- | -------------- | ---------------- |
| CBS    | 1/ 1996    | #73  | 8.6            | 12.6             |
| CBS    | 2/ 1996-97 | #64  | 8.1            | 11.9             |
| CBS    | 3/ 1997-98 | #65  | 7.9            | 11.6             |
| CBS    | 4/ 1998-99 | #42  | 8.2            | 12.04            |
| CBS    | 5/ 1999-00 | #54  | 7.4            | 10.8             |
| CBS    | 6/ 2000-01 | #51  | 7.2            | 10.5             |

## DVD
Les trois premières saisons sont disponibles en zone 1 (USA). Aucune édition zone 2 n'est annoncée à ce jour.

## Clins d’œil
Don Johnson invite deux acteurs de son ancienne série Deux Flics à Miami (1984-1989) : Philip Michael Thomas (saisons 2 et 6) et John Diehl (saison 2). Cheech Marin retrouve quant à lui son compère Tommy Chong, avec lequel il a formé le duo comique « Cheech & Chong », le temps d'un épisode de la saison 2.
Un autre acteur de Deux Flics à Miami, Martin Ferrero, apparait dans l'épisode 5 de la saison 1.